# Pikelʹner (cratera)
Pikelʹner é uma cratera de impacto na Lua 's lado , nomeado para o astrônomo russo Solomon Pikelner. Encontra-se a sudeste da cratera maior Van der Waals e ao norte da fenda de Vallis Planck .  Pikelʹner cobre mais da metade da cratera satélite Pikelʹner Y, ao norte.  Quase em contato com a borda externa de Pikelʹner no sudoeste está uma formação maior de crateras concêntricas com a menor cratera do par, Pikelʹner S, ao longo da borda norte do par. 
A borda externa de Pikelʹner é bem definida com pouca erosão, dando a aparência de uma característica relativamente jovem.  O piso interno é um pouco irregular, possivelmente devido a depósitos de material ejetado ou de retorno.  Está livre de impactos de nota dentro do interior. 

## Crateras satélites
Por convenção, essas características são identificadas nos mapas lunares, colocando-se a letra ao lado do ponto médio da cratera mais próximo de Pikelʹner. 
| Pikelʹner | Latitude | Longitude | Diâmetro |
| --------- | -------- | --------- | -------- |
| F         | 48,0 ° S | 127,6 ° E | 30 km    |
| G         | 49,1 ° S | 128,3 ° E | 24 km    |
| K         | 50,3 ° S | 124,8 ° E | 36 km    |
| S         | 48,7 ° S | 120,2 ° E | 62 km    |
| Y         | 47,4 ° S | 123,1 ° E | 52 km    |